# Xbox Game Studios
Xbox Game Studios är ett amerikanskt datorspelsförlag helägt av Microsoft. Det grundades 2000 och har sedan dess bytt namn och skepnad flera gånger.

## Historik
Xbox Game Studios grundades som Microsoft Games år 2000. År 2001 ändrades namnet till Microsoft Game Studios, i samband med lanseringen av Xbox, och 2011 bytte det namn till Microsoft Studios. 2019 bytte det namn till Xbox Game Studios.
Den 21 september 2020 offentliggjorde Microsoft att man hade för avsikt att köpa ZeniMax Media och dess dotterbolag för 7,5 miljarder USD. Den 9 mars 2021 blev köpet verkställt.
Efter Microsofts uppköp av Activision Blizzard 2022 bildades divisionen Microsoft Gaming som kom att innehålla Xbox Game Studios, Zenimax Media och Activision Blizzard.

## Dotterbolag

### Nuvarande
| Moderbolag        | Namn                         | Huvudkontor               | Grundat | Uppköpt | Noteringar |
| ----------------- | ---------------------------- | ------------------------- | ------- | ------- | --- |
| Xbox Game Studios | 343 Industries               | Redmond, Washington       | 2007    | —       | Grundat av Microsoft för att vidareutveckla Halo-serien efter Bungie Studios.                                              |
| Xbox Game Studios | The Coalition                | Vancouver                 | 2010    | —       | Tidigare Microsoft Studios Vancouver och Black Tusk Studios. Utvecklar Gears of War-serien.                                |
| Xbox Game Studios | Compulsion Games             | Montreal                  | 2009    | 2018    | Utvecklat Contrast och We Happy Few.                                                                                       |
| Xbox Game Studios | Double Fine Productions      | San Francisco             | 2000    | 2019    | Grundat av Tim Schafer efter att han lämnat LucasArts. Har utvecklat Psychonauts och Brütal Legend.                        |
| Xbox Game Studios | The Initiative               | Santa Monica, Kalifornien | 2018    | —       | — |
| Xbox Game Studios | inXile Entertainment         | Tustin, Kalifornien       | 2002    | 2018    | Grundat av Brian Fargo och utvecklar datorrollspel. Har utvecklat The Bard's Tale och Wasteland.                           |
| Xbox Game Studios | Mojang Studios               | Stockholm                 | 2009    | 2014    | Har utvecklat Minecraft och Crown and Council.                                                                             |
| Xbox Game Studios | Ninja Theory                 | Cambridge                 | 2000    | 2018    | Har utvecklat Hellblade: Senua's Sacrifice.                                                                                |
| Xbox Game Studios | Obsidian Entertainment       | Irvine, Kalifornien       | 2003    | 2018    | Utvecklar datorrollspel. Har utvecklat Pillars of Eternity, The Outer Worlds, och Grounded.                                |
| Xbox Game Studios | Playground Games             | Leamington Spa            | 2010    | 2018    | Utvecklar Forza Horizon |
| Xbox Game Studios | Rare                         | Twycross                  | 1985    | 2002    | Har utvecklat ett stort antal spel sedan Nintendo 64-eran. Har på senare tid utvecklat Sea of Thieves (2018) och Everwild. |
| Xbox Game Studios | Turn 10 Studios              | Redmond, Washington       | 2001    | —       | Grundat av Microsoft för att utveckla Forzaserien.                                                                         |
| Xbox Game Studios | Undead Labs                  | Seattle                   | 2009    | 2018    | Har utvecklat State of Decay.                                                                                              |
| Xbox Game Studios | World's Edge                 | Redmond, Washington       | 2019    | —       | Skapat av Microsoft för att utveckla Age of Empires-serien efter Ensemble Studios.                                         |
| Xbox Game Studios | Xbox Game Studios Publishing | Redmond, Washington       | 2000    | —       | Förstapartsförlag |

### Tidigare dotterbolag i urval
- Bungie (blev självständigt 2007)
- Ensemble Studios (nedlagt 2009)
- Lionhead Studios (nedlagd 2016)